# 維薩里山

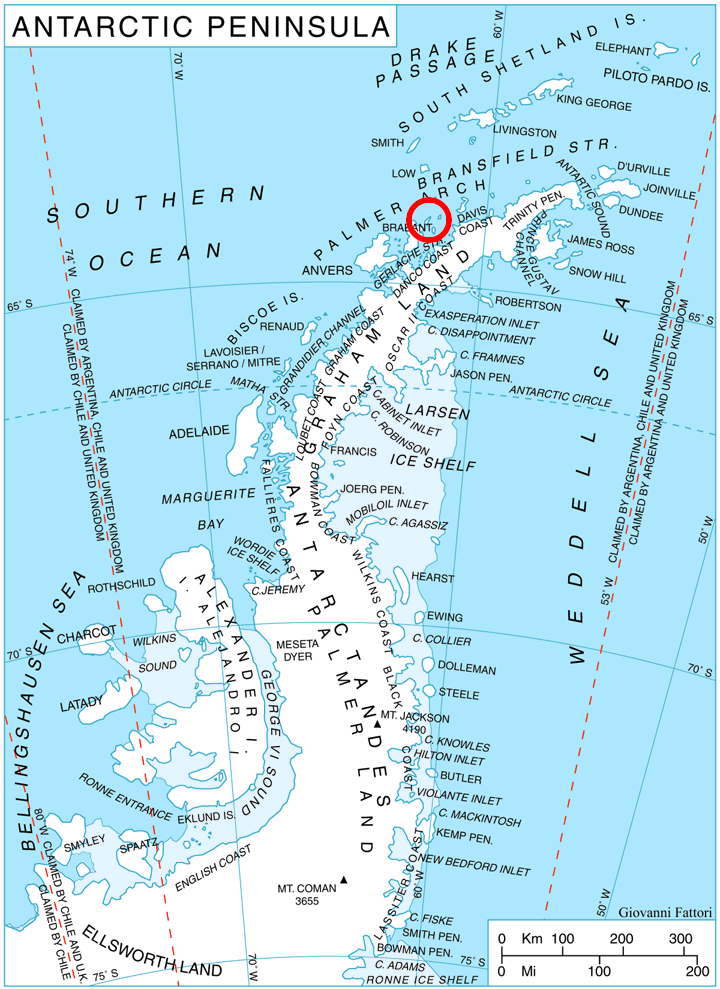

64°4′S 61°59′W / 64.067°S 61.983°W
維薩里山（英語：Mount Vesalius）是南極洲的山峰，位於帕默群島的列日島，處於麥克勞德角西北面，海拔高度765米，西北面是安德雷亞斯·維薩里，在1950年由阿根廷政府繪入地圖。